# 매탄로
매영로(Maetan-ro)는 경기도 수원시 권선구 권선동 온수골삼거리에서 수원시 영통구 매탄동 매탄공원사거리를 잇는도로이다.

## 주요 경유지
경기도
- 수원시 권선구 (권선동) - 영통구 (매탄동)

## 노선
| 이름           | 접속 노선           | 소재지 | 소재지 | 소재지 | 비고 |
| -------------- | ------------------- | ------ | ------ | ------ | ---- |
| 운수골삼거리   | 세권로              | 수원시 | 권선구 | 권선동 |      |
| 새터사거리     | 권선로              | 수원시 | 영통구 | 매탄동 |      |
| 매현초교삼거리 | 동탄원천로915번길   | 수원시 | 영통구 | 매탄동 |      |
| 효원사거리     | 효원로              | 수원시 | 영통구 | 매탄동 |      |
| 매탄초교사거리 | 인계로              | 수원시 | 영통구 | 매탄동 |      |
| 매탄공원사거리 | 매영로 매영로39번길 | 수원시 | 영통구 | 매탄동 |      |

## 주요 건물및 시설
- 파리바게뜨 매탄3동점 (매탄로 69/매탄동 1273-2)
- 매탄초등학교 (매탄로 139/매탄동 946)
- 매원중학교 (매탄로 177/매탄동 812)
- 매탄공원 (매탄로 185/매탄동 811)